# Armariolus
Genre
Armariolus est un genre de coléoptères de la famille des Staphylinidae et de la sous-famille des Pselaphinae.

## Description
Les espèces de ce genre mesurent entre 0,85 et 1,05 mm.

## Répartition et habitat
Les cinq espèces connues vivent toutes à Bornéo.

## Liste des espèces
Cinq espèces sont incluses dans le genre à sa description, en 2007 :
- Armariolus aeruscator Kurbatov, Cuccodoro & Löbl, 2007
- Armariolus bombax Kurbatov, Cuccodoro & Löbl, 2007
- Armariolus brachiatus Kurbatov, Cuccodoro & Löbl, 2007
- Armariolus glutto Kurbatov, Cuccodoro & Löbl, 2007
- Armariolus praepilatus Kurbatov, Cuccodoro & Löbl, 2007

## Taxinomie
Le genre est décrit en 2007 par les entomologistes Sergey A. Kurbatov, Giulio Cuccodoro et Ivan Löbl. Le nom est dérivé du latin armarium, signifiant « armoire », ce mot étant utilisé dans plusieurs langues (dont le français et le russe, les langues des descripteurs) pour désigner des personnes fortes et robustes, en référence aux proportions massives de ces coléoptères. Le suffixe diminutif « -olus » réfère quant à lui à la taille très petite de ces insectes. L'espèce type est Armariolus praepilatus Kurbatov, Cuccodoro & Löbl, 2007.